# 格龍埃特塞克山
47°42′56″N 11°38′59″E / 47.71551°N 11.64968°E

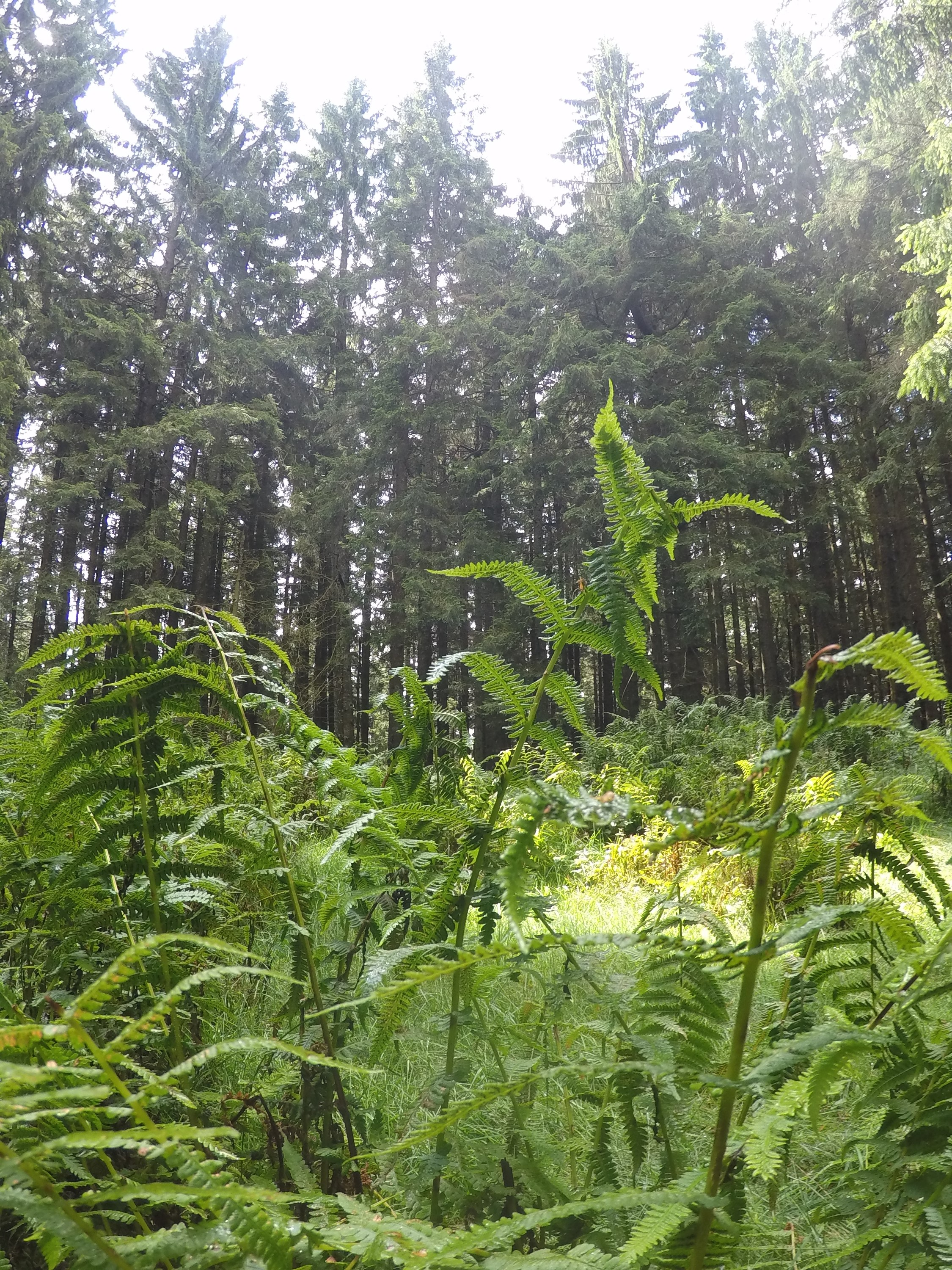

格龍埃特塞克山（德語：Gronetseck），是德國的山峰，位於該國東南部，由巴伐利亞負責管轄，屬於巴伐利亞前阿爾卑斯山脈的一部分，距離盧肯山0.3公里，海拔高度1,278米，每年平均降雨量1,764毫米。